# Arthropodium
Arthropodium is een geslacht uit de aspergefamilie. De soorten komen voor in Australië, Nieuw-Zeeland, Nieuw-Caledonië en Madagaskar.

## Soorten
- Arthropodium bifurcatum
- Arthropodium caesioides
- Arthropodium candidum
- Arthropodium cirratum
- Arthropodium curvipes
- Arthropodium dyeri
- Arthropodium milleflorum
- Arthropodium minus
- Arthropodium neocaledonicum